# Динамо (Київ) у сезоні 1991
Огляд виступів футбольного клубу «Динамо» (Київ) у сезоні 1991.

## Кубок кубків
Восени 1990 року кияни були сильнішими від фінського «Куопіо Паллосеури» і чехословацької «Дукли» (Прага).
Суперник у 1/4 фіналу — «Барселона» (Іспанія).
№108
| 6 березня 1991 |

| «Динамо»                     | 2 – 3 | «Барселона»                              |
| ---------------------------- | ----- | ---------------------------------------- |
| Заєць 34' Саленко 82' (пен.) | Звіт  | Бакеро 6' Ортега 45' Стоїчков 63' (пен.) |

| Республіканський (Київ) Глядачів: 100 000 Арбітр: Девід Сайм (Шотландія) |

«Динамо»: Олександр Жидков, Олег Лужний, Ахрік Цвейба (к), Борис Деркач, Юрій Мороз, Степан Беца, Сергій Шматоваленко, Сергій Заєць, Олег Саленко, Микола Юрченко (Олег Матвєєв, 67), Сергій Юран. Тренер — Анатолій Пузач.
«Барселона»: Андоні Субісаррета, Себастьян Еррера, Хосе Алесанко, Еусебіо Сакрістан, Рікардо Серна, Хосе Бакеро, Урбано Ортега, Христо Стоїчков, Мікаель Лаудруп (Алекс Гарсія, 62), Гільєрмо Амор, Айтор Бегірістайн (Луїс Лопес, 89). Тренер — Йоган Кройф. 
 Деркач (83, за удар Стоїчкова по ногам ззаду) — Алесанко (41).
№109
| 20 березня 1991 |

| «Барселона» | 1 – 1 | «Динамо» |
| ----------- | ----- | -------- |
| Амор 89'    | Звіт  | Юран 62' |

| «Камп Ноу» (Барселона) Глядачів: 37 000 Арбітр: Зоран Петрович (Югославія) |

«Барселона»: Андоні Субісаррета, Нандо, Альберт Феррер, Рональд Куман, Рікардо Серна, Хосе Бакеро, Еусебіо Сакрістан, Христо Стоїчков (Урбано Ортега, 85), Хуліо Салінас (Андоні Гойкоечеа, 80), Гільєрмо Амор, Айтор Бегірістайн. Тренер — Йоган Кройф. 
«Динамо»: Олександр Жидков, Олег Лужний, Степан Беца, Борис Деркач, Сергій Шматоваленко, Сергій Ковалець, Віктор Мороз, Сергій Заєць, Олег Саленко, Микола Юрченко, Сергій Юран. Тренер — Анатолій Пузач.
 Лужний (38).

## Чемпіонат
Підсумкова таблиця першості СРСР:
| М  | Команда                 | І  | В  | Н  | П  | М     | О  |
| -- | ----------------------- | -- | -- | -- | -- | ----- | -- |
|    | ЦСКА (Москва)           | 30 | 17 | 9  | 4  | 57-32 | 43 |
|    | «Спартак» (Москва)      | 30 | 17 | 7  | 6  | 57-30 | 41 |
|    | «Торпедо» (Москва)      | 30 | 13 | 10 | 7  | 36-20 | 36 |
| 4  | «Чорноморець» (Одеса)   | 30 | 10 | 16 | 4  | 39-24 | 36 |
| 5  | «Динамо» (Київ)         | 30 | 13 | 9  | 8  | 43-34 | 35 |
| 6  | «Динамо» (Москва)       | 30 | 12 | 7  | 11 | 43-42 | 31 |
| 7  | «Арарат» (Єреван)       | 30 | 11 | 7  | 12 | 29-36 | 29 |
| 8  | «Динамо» (Мінськ)       | 30 | 9  | 11 | 10 | 29-31 | 29 |
| 9  | «Дніпро» (Дніпро)       | 30 | 9  | 10 | 11 | 31-36 | 28 |
| 10 | «Памір» (Душанбе)       | 30 | 7  | 13 | 10 | 28-32 | 27 |
| 11 | «Спартак» (Владикавказ) | 30 | 9  | 8  | 13 | 33-41 | 26 |
| 12 | «Шахтар» (Донецьк)      | 30 | 6  | 14 | 10 | 33-41 | 26 |
| 13 | «Металург» (Запоріжжя)  | 30 | 9  | 7  | 14 | 27-38 | 25 |
| 14 | «Пахтакор» (Ташкент)    | 30 | 9  | 7  | 14 | 37-45 | 25 |
| 15 | «Металіст» (Харків)     | 30 | 8  | 9  | 13 | 32-43 | 25 |
| 16 | «Локомотив» (Москва)    | 30 | 5  | 8  | 17 | 18-47 | 18 |

## Кубок

### 1/16 фіналу
Суперник — «Нафтовик» (Охтирка, Сумська область).
| 4 вересня 1991 |

| «Нафтовик»   | 1 – 4 | «Динамо»                                       |
| ------------ | ----- | ---------------------------------------------- |
| Тимченко 66' | Звіт  | Шаран 23' Саленко 33', 70' (пен.) Ю. Мороз 55' |

| стадіон «Нафтовик» (Охтирка) Глядачів: 9 000 Арбітр: В. Годін (Нарва) |

«Нафтовик»: Прохоров, А. Єрмак, Яїчник, В. Єрмак, Сухарєв, Фомін, Попович, Шуршин (Тимченко, 46), Горох, Задорожний, Липинський.
«Динамо»: Кутепов, Лужний, Цвейба, Алексаненков, Шматоваленко, Ю. Мороз, Аксьонов (М. Юрченко, 64), С. Заєць, Саленко, Беца (Грицина, 46), Шаран (Матвєєв, 46).
| 15 листопада 1991 |

| «Динамо»                                         | 4 – 0 | «Нафтовик» |
| ------------------------------------------------ | ----- | ---------- |
| Саленко 21' (пен.) Ю. Мороз 60', 82' Грицина 69' | Звіт  |            |

| стадіон «Динамо» (Київ) Глядачів: 300 Арбітр: О. Борисов (Семипалатинськ) |

«Динамо»: Мартінкенас, Ю. Мороз, (Зубаха, 85), Безсмертний, Алексаненков, Шматоваленко, Ковалець (Шаран, 78), В. Мороз, Грицина, Саленко, Беца, Матвєєв.
«Нафтовик»: Прохоров, Липинський, Яїчник, В.Єрмак, Сухарєв, Фомін, Попович, Шуршин (Листопадов, 86), Горох, Задорожний (Матвійченко, 75), Тимченко.

### 1/8 фіналу
Суперник — «Динамо» (Мінськ, Білоруська РСР).
| 22 листопада 1991 |

| «Динамо» К            | 2 – 0 | «Динамо» Мн |
| --------------------- | ----- | ----------- |
| Шаран 15' Саленко 51' | Звіт  |             |

| Республіканський стадіон (Київ) Глядачів: 3 000 Арбітр: Іван Тимошенко (Ростов-на-Дону) |

«Динамо» К: Кутепов, Лужний, Цвейба, Алексаненков, Шматоваленко, Ковалець (Яковенко, 46), В. Мороз, Ю. Мороз, Саленко, Беца (Грицина, 63), Шаран (Безсмертний, 46).
«Динамо» Мн: Курбико, Яскович (Орловський, 39), Лесун, Антонович, Яхимович, Тайков, Журавель (Белькевич, 61), Жута, Климович, Величко (Чернявський, 75), Кашенцев.
| 26 листопада 1991 |

| «Динамо» Мн | - : - | «Динамо» К |
| ----------- | ----- | ---------- |
|             | Звіт  |            |

|  |

Обидві команди відмовилися від участі у турнірі.

## Кубок чемпіонів
Як чемпіони 1990 року здобули право участі у найавторитетнішому клубному турнірі — Кубку європейських чемпіонів.

### 1/16 фіналу
Суперник — ГІК (Гельсінкі, Фінляндія).
| №110 18 вересня 1991 |

| ГІК | 0 – 1 | «Динамо»     |
| --- | ----- | ------------ |
|     | Звіт  | Ковалець 12' |

| «Олімпіа» (Гельсінкі) Глядачів: 3 032 Арбітр: Маріуш Ковальчик (Польща) |

«Динамо»: Ігор Кутепов, Олег Лужний, Ахрік Цвейба, Борис Деркач, Сергій Шматоваленко, Сергій Ковалець, Андрій Анненков, Сергій Заєць, Олег Саленко, Степан Беца, Павло Яковенко (Володимир Шаран, 60). Тренер — Анатолій Пузач.
 Яаконсаарі (41), Літманен (89) — Деркач (70).
| №111 2 жовтня 1991 |

| «Динамо»                              | 3 – 0 | ГІК |
| ------------------------------------- | ----- | --- |
| Ковалець 28' Ю. Мороз 48' Грицина 72' | Звіт  |     |

| Республіканський (Київ) Глядачів: 22 000 Арбітр: Ерман Тороглу (Туреччина) |

«Динамо»: Ігор Кутепов, Олег Лужний, Андрій Алексаненков, Юрій Мороз, Сергій Шматоваленко, Сергій Ковалець, Павло Яковенко, Сергій Заєць, Олег Саленко, Степан Беца (Юрій Грицина, 70), Володимир Шаран (Віктор Мороз, 75). Тренер — Анатолій Пузач.
 Хейнола (40)

### 1/8 фіналу
Суперник — «Брондбю» (Копенгаген, Данія).
| №112 23 жовтня 1991 |

| «Динамо»           | 1 – 1 | «Брондбю»   |
| ------------------ | ----- | ----------- |
| Саленко 78' (пен.) | Звіт  | Нільсен 13' |

| Республіканський (Київ) Глядачів: 29 184 Арбітр: Джон Бланкенштайн (Нідерланди) |

«Динамо»: Ігор Кутепов, Олег Лужний, Андрій Алексаненков, Юрій Мороз, Сергій Шматоваленко, Сергій Ковалець, Юрій Грицина, Сергій Заєць, Олег Саленко, Степан Беца (Віктор Мороз, 46), Володимир Шаран. Тренер — Анатолій Пузач.
«Брондбю»: Могенс Крог, Бьярне Єнсен, Уче Окечукву, Томас Мадсен, Браєн Єнсен, Йон Єнсен, Кім Крістофт, Генрік Єнсен, Оле Б'юр (Ронні Екелунд, 68), Клаус Нільсен, Кім Вільфорт. Тренер — Мортен Ольсен.
 Шматоваленко (67), Шаран (69) — Вільфорт (76)
| №113 6 листопада 1991 |

| «Брондбю» | 0 – 1 | «Динамо»    |
| --------- | ----- | ----------- |
|           | Звіт  | Яковенко 7' |

| «Брондбю» (Копенгаген) Глядачів: 13 712 Арбітр: Леслі Ірвін (Північна Ірландія) |

«Брондбю»: Могенс Крог, Бьярне Єнсен, Уче Окечукву, Ерік Расмуссен, Браєн Єнсен, Йон Єнсен (Єспер Крістенсен, 74), Кім Крістофт, Генрік Єнсен (Ронні Екелунд, 82), Оле Б'юр, Клаус Нільсен, Кім Вільфорт. Тренер — Мортен Ольсен.
«Динамо»: Ігор Кутепов, Олег Лужний, Ахрік Цвейба, Андрій Алексаненков, Сергій Шматоваленко, Сергій Ковалець (Юрій Грицина, 70), Павло Яковенко, Сергій Заєць, Олег Саленко, Юрій Мороз, Володимир Шаран. Тренер — Анатолій Пузач.

### Група «В»
| №114 27 листопада 1991 |

| «Динамо»    | 1 – 0 | «Бенфіка» |
| ----------- | ----- | --------- |
| Саленко 31' | Звіт  |           |

| Республіканський (Київ) Глядачів: 41 500 Арбітр: Кейт Гекетт (Англія) |

«Динамо»: Ігор Кутепов, Олег Лужний, Ахрік Цвейба (к), Андрій Алексаненков, Сергій Шматоваленко, Сергій Ковалець, Віктор Мороз, Сергій Заєць, Олег Саленко, Юрій Мороз, Володимир Шаран (Степан Беца, 77). Тренер — Анатолій Пузач.
«Бенфіка»: Нену, Василь Кульков, Паулу Мадейра, Руй Бенту, Антоніу Велозу (Руй Кошта, 65), Юнас Терн, Вітор Панейра, Стефан Шварц, Руй Агуаш, Ісаяш (Пашеку, 75), Сергій Юран. Тренер — Свен-Йоран Ерікссон.
 Алексаненков (25) — Паулу Мадейра (3), Шварц (22).
| №115 11 грудня 1991 |

| «Спарта»                | 2 – 1 | «Динамо»  |
| ----------------------- | ----- | --------- |
| Немечек 16' Врабець 25' | Звіт  | Шаран 55' |

| «Летна» (Прага) Глядачів: 14 639 Арбітр: Розаріо Ло Белло (Італія) |

«Спарта»: Петр Коуба, Міхал Горняк, Лумір Містр, Петр Врабець, Вітеслав Лавичка (Рудольф Матта, 80), Вацлав Немечек (к), Їржи Немець, Їржи Новотний, Горст Зігль, Роман Куклета, Мартін Фридек. Тренер — Душан Угрін.
«Динамо»: Ігор Кутепов, Олег Лужний, Ахрік Цвейба (к), Андрій Алексаненков, Сергій Шматоваленко, Сергій Ковалець, Віктор Мороз, Сергій Заєць, Олег Саленко, Юрій Мороз, Володимир Шаран. Тренер — Анатолій Пузач.
 Лавичка (73) — Алексаненков (10), Цвейба (25).
Турнірна таблиця після 2-х турів:
|   | Команда             | І | В | Н | П | М+ | М- | О |
| - | ------------------- | - | - | - | - | -- | -- | - |
| 1 | «Барселона»         | 2 | 1 | 1 | 0 | 3  | 2  | 3 |
| 2 | «Спарта» (Прага)    | 2 | 1 | 0 | 1 | 4  | 4  | 2 |
| 3 | «Динамо» (Київ)     | 2 | 1 | 0 | 1 | 2  | 2  | 2 |
| 4 | «Бенфіка» (Лісабон) | 2 | 0 | 1 | 1 | 0  | 1  | 1 |

Ще чотири матчі у цій групі «динамівці» зіграли навесні наступного року.

## Статистика
- Головний тренер — Пузач Анатолій Кирилович
- Начальник команди — Веремєєв Володимир Григорович
- Тренери — Безсонов Володимир Васильович, Колотов Віктор Михайлович, Коман Михайло Михайлович.

| Гравець                                | Дата народження | Чемпіонат | Чемпіонат | Кубок    | Кубок    | Кубок кубків | Кубок кубків | Кубок чемпіонів | Кубок чемпіонів |
| Гравець                                | Дата народження | Ігри      | Голи      | Ігри     | Голи     | Ігри         | Голи         | Ігри            | Голи            |
| Воротарі                               | Воротарі        | Воротарі  | Воротарі  | Воротарі | Воротарі | Воротарі     | Воротарі     | Воротарі        | Воротарі        |
| -------------------------------------- | --------------- | --------- | --------- | -------- | -------- | ------------ | ------------ | --------------- | --------------- |
| Кутепов Ігор Миколайович               | 17.12.65        | 27        | 26п       | 2        | 1п       | —            | —            | 6               | 3п              |
| Жидков Олександр Віталійович           | 16.03.65        | 3         | 5п        | —        | —        | 2            | 4п           | —               | —               |
| Мартінкенас Вальдемарас                | 10.03.65        | 2         | 3п        | 1        | 0        | —            | —            | —               | —               |
| Захисники                              |                 |           |           |          |          |              |              |                 |                 |
| Лужний Олег Романович                  | 05.08.68        | 28        | 0         | 2        | 0        | 2            | 0            | 6               | 0               |
| Мороз Юрій Леонтійович                 | 08.08.70        | 27        | 1         | 3        | 3        | 1            | 0            | 5               | 1               |
| Шматоваленко Сергій Сергійович         | 29.01.67        | 24        | 2         | 3        | 0        | 2            | 0            | 6               | 0               |
| Цвейба Ахрік Сократович                | 10.09.66        | 24        | 1         | 2        | 0        | 1            | 0            | 4               | 0               |
| Деркач Борис Юрійович                  | 14.01.64        | 20        | 3         | —        | —        | 2            | 0            | 1               | 0               |
| Алексаненков Андрій Миколайович        | 27.03.69        | 13        | 0         | 3        | 0        | —            | —            | 5               | 0               |
| Анненков Андрій Михайлович             | 21.01.69        | 12        | 0         | —        | —        | —            | —            | 1               | 0               |
| Безсмертний Анатолій Петрович          | 21.01.69        | —         | —         | 2        | 0        | —            | —            | —               | —               |
| Зубаха Дмитро Михайлович               | 23.02.71        | —         | —         | 1        | 0        | —            | —            | —               | —               |
| Півзахисники                           |                 |           |           |          |          |              |              |                 |                 |
| Беца Степан Степанович                 | 29.06.70        | 29        | 1         | 3        | 0        | 2            | 0            | 4               | 0               |
| Заєць Сергій Анатолійович              | 18.08.69        | 25        | 3         | 1        | 0        | 2            | 1            | 6               | 0               |
| Ковалець Сергій Іванович               | 05.09.68        | 23        | 5         | 2        | 0        | 1            | 0            | 6               | 2               |
| Мороз Віктор Васильович                | 10.01.68        | 22        | 0         | 2        | 0        | 1            | 0            | 4               | 0               |
| Юрченко Микола Миколайович (футболіст) | 31.03.66        | 18        | 1         | 1        | 0        | 2            | 0            |                 |                 |
| Шаран Володимир Богданович             | 18.09.71        | 11        | 2         | 3        | 2        | —            | —            | 6               | 1               |
| Яковенко Павло Олександрович           | 19.12.64        | 3         | 0         | 1        | 0        | —            | —            | 3               | 1               |
| Аксьонов Юрій Олександрович            | 11.08.73        | —         | —         | 1        | 0        | —            | —            | —               | —               |
| Нападники                              |                 |           |           |          |          |              |              |                 |                 |
| Саленко Олег Анатолійович              | 25.10.69        | 28        | 14        | 3        | 4        | 2            | 1            | 6               | 2               |
| Юран Сергій Миколайович                | 11.06.69        | 18        | 6         | —        | —        | 2            | 1            | —               | —               |
| Матвєєв Олег Юрійович                  | 18.08.70        | 13        | 0         | 2        | 0        | 1            | 0            | —               | —               |
| Грицина Юрій Васильович                | 15.06.71        | 10        | 1         | 3        | 1        | —            | —            | 3               | 1               |

## Бомбардири
Кращі бомбардири у кожному сезоні чемпіонату СРСР:
| Сезон    | Гравець                              | Голи |
|          |                                      |      |
| 1936 (в) | Макар Гончаренко Костянтин Щегоцький | — 4  |
| 1936 (о) | Микола Махиня Віктор Шиловський      | — 4  |
| 1937     | Павло Комаров                        | — 7  |
| 1938     | Макар Гончаренко                     | — 20 |
| 1939     | Віктор Шиловський                    | — 15 |
| 1940     | Петро Лайко                          | — 9  |
| 1941     | Костянтин Щегоцький                  | — 3  |
| 1945     | Іван Сєров                           | — 3  |
| 1946     | Павло Віньковатов                    | — 8  |
| 1947     | Павло Віньковатов                    | — 8  |
| 1948     | Павло Віньковатов Федір Дашков       | — 10 |
| 1949     | Віктор Жилін                         | — 10 |
| 1950     | Дезидерій Товт                       | — 11 |
| 1951     | Федір Дашков                         | — 14 |
| 1952     | Андрій Зазроєв                       | — 11 |
| 1953     | Михайло Коман                        | — 7  |
| 1954     | Михайло Коман                        | — 10 |
| 1955     | Михайло Коман                        | — 10 |
| 1956     | Михайло Коман                        | — 8  |
| 1957     | Михайло Коман                        | — 9  |
| 1958     | Адамас Голодець                      | — 10 |
| 1959     | Адамас Голодець                      | — 6  |
| 1960     | Валерій Лобановський                 | — 13 |
| 1961     | Віктор Каневський                    | — 18 |
| 1962     | Андрій Біба                          | — 11 |
| 1963     | Олег Базилевич Віктор Каневський     | — 14 |
| 1964     | Віктор Каневський                    | — 15 |
| 1965     | Віктор Серебряников                  | — 11 |
| 1966     | Анатолій Бишовець                    | — 19 |

| Сезон    | Гравець                                                            | Голи |
|          |                                                                    |      |
| 1967     | Анатолій Бишовець                                                  | — 9  |
| 1968     | Анатолій Пузач                                                     | — 11 |
| 1969     | Віктор Серебряников Віталій Хмельницький Анатолій Пузач            | — 8  |
| 1970     | Анатолій Бишовець Віктор Кащей Віталій Хмельницький Анатолій Пузач | — 5  |
| 1971     | Віктор Колотов                                                     | — 10 |
| 1972     | Олег Блохін                                                        | — 14 |
| 1973     | Олег Блохін                                                        | — 18 |
| 1974     | Олег Блохін                                                        | — 20 |
| 1975     | Олег Блохін                                                        | — 18 |
| 1976 (в) | Олег Блохін Володимир Мунтян                                       | — 3  |
| 1976 (о) | Олег Блохін                                                        | — 5  |
| 1977     | Олег Блохін                                                        | — 17 |
| 1978     | Олег Блохін                                                        | — 13 |
| 1979     | Олег Блохін                                                        | — 17 |
| 1980     | Олег Блохін                                                        | — 19 |
| 1981     | Олег Блохін                                                        | — 19 |
| 1982     | Олег Блохін Віктор Хлус                                            | — 10 |
| 1983     | Вадим Євтушенко                                                    | — 11 |
| 1984     | Олег Блохін                                                        | — 10 |
| 1985     | Олег Блохін                                                        | — 12 |
| 1986     | Олексій Михайличенко                                               | — 12 |
| 1987     | Олексій Михайличенко                                               | — 9  |
| 1988     | Олег Протасов                                                      | — 11 |
| 1989     | Олег Протасов Геннадій Литовченко                                  | — 7  |
| 1990     | Олег Протасов                                                      | — 12 |
| 1991     | Олег Саленко                                                       | — 14 |

## Київ у вищій лізі
В елітному дивізіоні радянського футболу виступали дві київські команди.

### «Локомотив»
«Локомотив» у сезоні 1938 року провів 25 матчів: 8 перемог, 5 нічиїх, 12 поразок. Команда набрала 21 очко і посідає 49-те місце в загальному заліку.
|      |                         |  |
|      |                         |  |
| 25 — | Володимир Балакін (1)   |  |
| 25 — | Микола Балакін (12)     |  |
| 25 — | Олександр Галкін (10)   |  |
| 23 — | Федір Кузьменко (2)     |  |
| 23 — | Василь Сухарєв          |  |
| 21 — | Костянтин Авраменко (6) |  |
| 21 — | Павло Францев           |  |
| 20 — | Анатолій Радзивинович   |  |
| 20 — | Олександр Шацький (9)   |  |

|      |                       |  |
|      |                       |  |
| 16 — | Герман Саблін         |  |
| 15 — | Костянтин Фомін       |  |
| 14 — | Йосип Качкін (4)      |  |
| 11 — | Афанасій Поталов      |  |
| 8 —  | Арон Сорін            |  |
| 7 —  | Василь Завальнюк      |  |
| 7 —  | Володимир Кустовський |  |
| 4 —  | Олександр Філіпович   |  |

### «Динамо»
Лише два клуби виступали у всіх турнірах елітної ліги радянського футболу: київське і московське «Динамо». Кияни зіграли 1483 матчі: 681 перемога, 456 нічиїх, 346 поразок. Команда набрала 1818 очок і посідає третє місце в загальному заліку.
|       |                          |  |
|       |                          |  |
| 432 — | Олег Блохін (211)        |  |
| 333 — | Анатолій Дем'яненко (28) |  |
| 310 — | Володимир Веремєєв (33)  |  |
| 308 — | Василь Турянчик (12)     |  |
| 305 — | Леонід Буряк (56)        |  |
| 302 — | Володимир Мунтян (57)    |  |
| 299 — | Віктор Серебряников (70) |  |
| 291 — | Вадим Соснихін (2)       |  |
| 277 — | Володимир Безсонов (27)  |  |
| 258 — | Євген Рудаков            |  |
| 246 — | Андрій Біба (69)         |  |
| 246 — | Йожеф Сабо (42)          |  |
| 245 — | Сергій Балтача (6)       |  |

|       |                           |  |
|       |                           |  |
| 243 — | Федір Медвідь (19)        |  |
| 240 — | Андрій Баль (11)          |  |
| 225 — | Вадим Євтушенко (59)      |  |
| 225 — | Володимир Лозинський (9)  |  |
| 218 — | Віктор Колотов (62)       |  |
| 217 — | Віталій Хмельницький (54) |  |
| 215 — | Анатолій Пузач (49)       |  |
| 211 — | Володимир Щегольков (5)   |  |
| 207 — | Павло Віньковатов ()      |  |
| 206 — | Володимир Трошкін (21)    |  |
| 205 — | Олег Макаров              |  |
| 202 — | Віктор Чанов              |  |
| 200 — | Стефан Решко (1)          |  |

|       |                         |  |
|       |                         |  |
| 195 — | Віктор Каневський (80)  |  |
| 193 — | Анатолій Коньков ()     |  |
| 188 — | Віктор Матвієнко ()     |  |
| 185 — | Василь Рац ()           |  |
| 182 — | Абрам Лерман ()         |  |
| 181 — | Олег Кузнецов ()        |  |
| 174 — | Юрій Войнов ()          |  |
| 173 — | Михайло Фоменко ()      |  |
| 170 — | Володимир Левченко ()   |  |
| 169 — | Михайло Коман ()        |  |
| 168 — | Віталій Голубєв ()      |  |
| 162 — | Олег Базилевич ()       |  |
| 160 — | Микола Махиня ()        |  |
| 151 — | Віктор Банніков         |  |
| 144 — | Валерій Лобановський () |  |
| 141 — | Анатолій Зубрицький     |  |
| 140 — | Павло Яковенко ()       |  |
| 139 — | Анатолій Бишовець ()    |  |
| 137 — | Олексій Михайличенко () |  |

|       |                          |  |
|       |                          |  |
| 136 — | Олександр Заваров ()     |  |
| 135 — | Леонід Островський ()    |  |
| 135 — | Олександр Хапсаліс ()    |  |
| 131 — | Георгій Пономарьов ()    |  |
| 127 — | Сергій Журавльов ()      |  |
| 123 — | Володимир Онищенко-ІІ () |  |
| 123 — | Ернест Юст ()            |  |
| 121 — | Ігор Бєланов ()          |  |
| 120 — | Віктор Фомін ()          |  |
| 117 — | Володимир Єрохін ()      |  |
| 116 — | Тиберій Попович ()       |  |
| 111 — | Федір Дашков ()          |  |
| 111 — | Віктор Хлус ()           |  |
| 108 — | Михайло Михалина ()      |  |
| 108 — | Анатолій Сучков ()       |  |
| 107 — | Іван Яремчук ()          |  |
| 106 — | Сергій Шматоваленко ()   |  |
| 101 — | Михайло Михайлов         |  |

|      |                            |  |
|      |                            |  |
| 99 — | Олександр Бережний (11)    |  |
| 97 — | Георгій Граматикопуло (21) |  |
| 97 — | Віктор Жилін (17)          |  |
| 97 — | Сергій Круликовський (2)   |  |
| 94 — | Василь Євсєєв              |  |
| 92 — | Павло Комаров (36)         |  |
| 89 — | Іван Кузьменко (15)        |  |
| 87 — | Володимир Гребер (12)      |  |
| 85 — | Дезидерій Товт (24)        |  |
| 82 — | Геннадій Литовченко (20)   |  |
| 82 — | Петро Слободян (12)        |  |
| 82 — | Віктор Шиловський (33)     |  |
| 81 — | Олексій Клименко           |  |
| 80 — | Анатолій Жиган             |  |
| 79 — | Йосип Ліфшиць (5)          |  |
| 77 — | Макар Гончаренко (30)      |  |
| 76 — | Микола Гаврилюк (3)        |  |
| 76 — | Михайло Олефіренко         |  |
| 75 — | Олег Саленко (21)          |  |
| 74 — | Олександр Бойко (5)        |  |
| 74 — | Сергій Доценко (1)         |  |
| 74 — | Петро Лайко (29)           |  |
| 72 — | Андрій Зазроєв (28)        |  |
| 72 — | Антон Ідзковський          |  |
| 72 — | Юрій Роменський            |  |
| 71 — | Олег Протасов (30)         |  |

|      |                            |  |
|      |                            |  |
| 69 — | Валерій Зуєв (1)           |  |
| 69 — | Георгій Лавер              |  |
| 67 — | Олег Лужний                |  |
| 67 — | Олександр Принц (1)        |  |
| 67 — | Віктор Терентьєв (18)      |  |
| 64 — | Сергій Заєць (8)           |  |
| 61 — | Анатолій Боговик (5)       |  |
| 61 — | Олександр Дамін (2)        |  |
| 60 — | Ярослав Думанський (4)     |  |
| 59 — | Віктор Севастьянов (3)     |  |
| 58 — | Володимир Горілий (1)      |  |
| 58 — | Євген Лемешко              |  |
| 58 — | Валерій Поркуян (12)       |  |
| 55 — | Золтан Сенгетовський (7)   |  |
| 54 — | Микола Трусевич            |  |
| 54 — | Віктор Юрковський          |  |
| 53 — | Володимир Богданович (7)   |  |
| 52 — | Костянтин Калач (7)        |  |
| 52 — | Анатолій Садовський (1)    |  |
| 52 — | Валентин Трояновський (12) |  |
| 52 — | Костянтин Щегоцький (15)   |  |
| 51 — | Аркадій Ларіонов           |  |
| 50 — | Віктор Каплун (4)          |  |
| 50 — | Олександр Сорокалет (1)    |  |
| 50 — | Володимир Сорокін (3)      |  |

|      | |  |
|      | |  |
| 49 — | Валерій Веригін (7) |  |
| 46 — | Володимир Ануфрієнко, Петро Дементьєв (4) |  |
| 44 — | Микола Кольцов, Ахрік Цвейба (1) |  |
| 43 — | Микола Балакін (6) |  |
| 42 — | Олександр Кольцов (4) |  |
| 41 — | Сергій Кузнецов |  |
| 40 — | Дмитро Васильєв (1), Адамас Голодець (16) |  |
| 39 — | Борис Афанасьєв (2) |  |
| 38 — | Семен Гулевич |  |
| 34 — | Сергій Ковалець (7) |  |
| 33 — | Борис Білоус, Петро Тищенко |  |
| 32 — | Віктор Кащей (7) |  |
| 31 — | Микола Голяков, Микола Коротких (3), Валерій Самохін, Сергій Юран (15) |  |
| 30 — | Олег Жуков (4) |  |
| 29 — | Олександр Алпатов (2), Степан Беца (2) |  |
| 28 — | Юрій Ванкевич, Станіслав Кочубинський (1), Юрій Мороз (1), Віталій Соболєв, Михайло Чаплигін (5) |  |
| 27 — | Ігор Кутепов, Василь Сухарєв |  |
| 26 — | Іван Диковець (2), Сергій Коршунов (8) |  |
| 25 — | В'ячеслав Семенов, Олександр Фесенко |  |
| 24 — | Ігор Зайцев (1), Василь Правовєров (1) |  |
| 23 — | Борис Деркач (5), Михайло Мельник, Віктор Мороз |  |
| 22 — | Семен Васильєв (2), Микола Горбунов, Олександр Жидков, Андрій Канчельскіс (1) |  |
| 21 — | Юрій Ковальов-II (3), Анатолій Пилипчук (2) |  |
| 20 — | Андрій Анненков, Анатолій Шепель (1), Олександр Щанов |  |
| 19 — | Віктор Журавльов (3), Леонід Карчевський (2), Юрій Ковальов-I (8), Олександр Прохоров, Олександр Шевцов |  |
| 18 — | Володимир Балакін, Юрій Заболотний, Володимир Качур, Вадим Каратаєв (1), Володимир Онисько, Борис Разинський, Віталій Щербаков, Микола Юрченко (1) |  |
| 17 — | Михайло Поварчук, Віктор Рогозянський (1) |  |
| 16 — | Андрій Алексаненков, Андрій Гаваші, Віктор Кондратов, Валентин Левченко (4), Віктор Маслов, Михайло Москаленко, Іван Сєров (3), Янош Фабіян (1) |  |
| 15 — | Роман Журавський, Костянтин Скрипченко, Федір Тютчев |  |
| 14 — | Юрій Басалик (1), Анатолій Горохов (2), Йосип Качкін (1), Віктор Пестриков |  |
| 13 — | Ігор Корнієць, Олег Матвєєв, Володимир Онищенко-I (1) |  |
| 12 — | Микола Бобков, Зіновій Гершин, Павло Корнілов (7), Михайло Стельмах (1), Олександр Щербаков (1) |  |
| 11 — | Микола Каштанов (1), Микола Кузнецов, Анатолій Савицький, Валерій Черников (2), Володимир Шаран (2) |  |
| 10 — | Віктор Бєльков (1), Василь Глазков, Юрій Грицина (1), Сергій Малько, Анатолій Марченко, Анатолій Матюхін (2) |  |
| 9 —  | Ігор Балакін (1), Яків Борисов, Борис Русланов |  |
| 8 —  | Олександр Гуйганов, Микола Пінчук-I (1), Ігор Савельєв, Сергій Шкляр |  |
| 7 —  | Василь Годничак, Віталій Денеж, Михайло Путистін, Георгій Тимофєєв, Ігор Фефлов |  |
| 6 —  | Михайло Волін, Микола Кононенко, Юрій Махиня, Віктор Назаров (1), Олександр Рижиков, Леонід Савінов, Олег Таран |  |
| 5 —  | Анатолій Богданович, Леонід Гржибовський, Віктор Звягінцев, Олександр Малявкін, Казбек Маргішвілі, Сергій Орлов, Григорій Пасічний (1), Олександр Скоцень (2) |  |
| 4 —  | Олександр Гій, Віктор Гороза, Василь Кириченко, Леонід Клюєв, Микола Таранець, Іван Чир'єв, Віталій Шевченко, В'ячеслав Штанков |  |
| 3 —  | Юрій Бондар (1), Борис Висоцький, Віталій Дровецький (1), Петро Котляр, Валерій Кравчук, Євген Кудименко, Іван Паламар, Сергій Погодін, Олександр Пушкарський, Альберт Саркісян, Микола Уваренко, Костянтин Фомін, Володимир Ханенко, Степан Чопей |  |
| 2 —  | Анатолій Александров, Микола Богданов, Олександр Гущин, Володимир Єгоров (1), Віктор Лукашенко, Вальдемарас Мартінкенас, В'ячеслав Мітін, Володимир Мукомелов, Володимир Мушта, Віктор Насташевський, Петро Паровишников, Ігор Перельман, Тіберій Петрушевич, Євген Пігулевський, Тарас Примак, Іштван Секеч, Олексій Христян (1), Іван Шарій, Олександр Шпаков |  |
| 1 —  | Руслан Ашибоков, Матвій Бобаль, В'ячеслав Головін, Георгій Дралюк, Микола Залещук, Петро Заєць, Василь Зеленський, Євген Іванов, Володимир Коман, Ігор Кравчук, Сергій Краковський, Борис Липський, Василь Лябик, Іван Маркевич, Василь Напуда, Сергій Павленко, Едуард Павлоцький, Анатолій Проскуряков, Василь Рибалов (1), Юрій Сивуха, Сергій Собецький, Борис Соколов, Олександр Сопко, Борис Сорока, Леонід Сугирей, Іван Терлецький, Микола Чеканов, Степан Юрчишин |  |